# Scytalichthys miurus
Scytalichthys miurus – gatunek morskiej ryby węgorzokształtnej z rodziny żmijakowatych (Ophichthidae). Reprezentuje monotypowy rodzaj Scytalichthys. Został opisany naukowo przez Jordana & Gilberta w 1882 pod nazwą Ophichthys miurus. Występuje we wschodnim Oceanie Spokojnym na piaszczystym dnie, na głębokościach do 85 m. Dorosłe osobniki tego gatunku osiągają maksymalnie do 97 cm długości całkowitej (TL). W Czerwonej księdze gatunków zagrożonych Międzynarodowej Unii Ochrony Przyrody (IUCN) został zaliczony do kategorii najmniejszej troski (LC). Nie stwierdzono dla niego istotnych zagrożeń.